# Voimhaut
Voimhaut település Franciaországban, Moselle megyében. Lakosainak száma 252 fő (2022. január 1.). Voimhaut Ancerville, Chanville, Rémilly és Vittoncourt községekkel határos.

## Népesség
A település népessége az elmúlt években az alábbi módon változott:
| Lakosok száma | 258  | 252  | 256  | 253  | 254  | 253  | 254  | 258  | 252  |
|               | 2013 | 2015 | 2016 | 2017 | 2018 | 2019 | 2020 | 2021 | 2022 |